# Коптелов, Евгений Николаевич
Евгений Николаевич Коптелов (род. 24 ноября 1993, Волгоград) — российский пловец.
Трёхкратный чемпион Универсиад, бронзовый призёр Универсиады 2013 года.
Студент Московского государственного университета физической культуры.